# Gran Premi de Miami del 2023
El Gran Premi de Miami de Fórmula 1, cinquena carrera de la temporada 2023, s'ha disputat al Autódrom Internacional de Miami, a Miami entre els dies 5 a 7 de maig del 2023.

## Qualificació
La qualificació fou realitzat el dia 6 de maig.
| Pos.                | Nº | Pilot            | Equip/Motor           | Part 1   | Part 2   | Part 3   | Graella |
| ------------------- | -- | ---------------- | --------------------- | -------- | -------- | -------- | ------- |
| 1                   | 11 | Sergio Pérez     | Red Bull-RBPT         | 1:27.713 | 1:27.328 | 1:26.841 | 1       |
| 2                   | 14 | Fernando Alonso  | Aston Martin-Mercedes | 1:28.179 | 1:27.097 | 1:27.202 | 2       |
| 3                   | 55 | Carlos Sainz Jr. | Ferrari               | 1:27.686 | 1:27.148 | 1:27.349 | 3       |
| 4                   | 20 | Kevin Magnussen  | Haas-Ferrari          | 1:27.809 | 1:27.673 | 1:27.767 | 4       |
| 5                   | 10 | Pierre Gasly     | Alpine-Renault        | 1:28.061 | 1:27.612 | 1:27.786 | 5       |
| 6                   | 63 | George Russell   | Mercedes              | 1:28.086 | 1:27.743 | 1:27.804 | 6       |
| 7                   | 16 | Charles Leclerc  | Ferrari               | 1:27.713 | 1:26.964 | 1:27.861 | 7       |
| 8                   | 31 | Esteban Ocon     | Alpine-Renault        | 1:27.872 | 1:27.444 | 1:27.935 | 8       |
| 9                   | 1  | Max Verstappen   | Red Bull-RBPT         | 1:27.363 | 1:26.814 | S/Temps  | 9       |
| 10                  | 77 | Valtteri Bottas  | Alfa Romeo-Ferrari    | 1:27.864 | 1:27.564 |          | 10      |
| 11                  | 23 | Alexander Albon  | Williams-Mercedes     | 1:28.234 | 1:27.795 |          | 11      |
| 12                  | 27 | Nico Hülkenberg  | Haas-Ferrari          | 1:27.945 | 1:27.903 |          | 12      |
| 13                  | 44 | Lewis Hamilton   | Mercedes              | 1:27.846 | 1:27.975 |          | 13      |
| 14                  | 24 | Guanyu Zhou      | Alfa Romeo-Ferrari    | 1:28.180 | 1:28.091 |          | 14      |
| 15                  | 21 | Nyck de Vries    | AlphaTauri-RBPT       | 1:28.325 | 1:28.395 |          | 15      |
| 16                  | 4  | Lando Norris     | McLaren-Mercedes      | 1:28.394 |          |          | 16      |
| 17                  | 22 | Yuki Tsunoda     | AlphaTauri-RBPT       | 1:28.429 |          |          | 17      |
| 18                  | 18 | Lance Stroll     | Aston Martin-Mercedes | 1:28.476 |          |          | 18      |
| 19                  | 81 | Oscar Piastri    | McLaren-Mercedes      | 1:28.484 |          |          | 19      |
| 20                  | 2  | Logan Sargeant   | Williams-Mercedes     | 1:28.577 |          |          | 20      |
| 107% Temps:1:33.478 |    |                  |                       |          |          |          |         |
| Font:               |    |                  |                       |          |          |          |         |

## Resultats de la cursa
La cursa fou realitzat el dia 7 de maig.
| Pos.                                                                      | Nº | Pilot            | Equip/Motor           | Voltes | Temps/Retirada | Graella | Punts |
| ------------------------------------------------------------------------- | -- | ---------------- | --------------------- | ------ | -------------- | ------- | ----- |
| 1                                                                         | 1  | Max Verstappen   | Red Bull-RBPT         | 57     | 1:27:38.241    | 9       | 261   |
| 2                                                                         | 11 | Sergio Pérez     | Red Bull-RBPT         | 57     | +5.384         | 1       | 18    |
| 3                                                                         | 14 | Fernando Alonso  | Aston Martin-Mercedes | 57     | +26.305        | 2       | 15    |
| 4                                                                         | 63 | George Russell   | Mercedes              | 57     | +33.229        | 6       | 12    |
| 5                                                                         | 55 | Carlos Sainz Jr. | Ferrari               | 57     | +42.5112       | 3       | 10    |
| 6                                                                         | 44 | Lewis Hamilton   | Mercedes              | 57     | +51.249        | 13      | 8     |
| 7                                                                         | 16 | Charles Leclerc  | Ferrari               | 57     | +52.988        | 7       | 6     |
| 8                                                                         | 10 | Pierre Gasly     | Alpine-Renault        | 57     | +55.670        | 5       | 4     |
| 9                                                                         | 31 | Esteban Ocon     | Alpine-Renault        | 57     | +58.123        | 8       | 2     |
| 10                                                                        | 20 | Kevin Magnussen  | Haas-Ferrari          | 57     | +1:02.945      | 4       | 1     |
| 11                                                                        | 22 | Yuki Tsunoda     | AlphaTauri-RBPT       | 57     | +1:04.309      | 17      |       |
| 12                                                                        | 18 | Lance Stroll     | Aston Martin-Mercedes | 57     | +1:04.754      | 18      |       |
| 13                                                                        | 77 | Valtteri Bottas  | Alfa Romeo-Ferrari    | 57     | +1:11.637      | 10      |       |
| 14                                                                        | 23 | Alexander Albon  | Williams-Mercedes     | 57     | +1:12.861      | 11      |       |
| 15                                                                        | 27 | Nico Hülkenberg  | Haas-Ferrari          | 57     | +1:14.950      | 12      |       |
| 16                                                                        | 24 | Guanyu Zhou      | Alfa Romeo-Ferrari    | 57     | +1:18.440      | 14      |       |
| 17                                                                        | 4  | Lando Norris     | McLaren-Mercedes      | 57     | +1:27.717      | 16      |       |
| 18                                                                        | 21 | Nyck de Vries    | AlphaTauri-RBPT       | 57     | +1:28.949      | 15      |       |
| 19                                                                        | 81 | Oscar Piastri    | McLaren-Mercedes      | 56     | +1 volta       | 19      |       |
| 20                                                                        | 2  | Logan Sargeant   | Williams-Mercedes     | 56     | +1 volta       | 20      |       |
| Volta ràpida: — Max Verstappen (Red Bull-RBPT) – 1:29.708 (a la volta 56) |    |                  |                       |        |                |         |       |
| Font:                                                                     |    |                  |                       |        |                |         |       |

Notes
- ^1 – Inclòs punt extra per volta ràpida.
- ^2 – Carlos Sainz Jr. va ser penalitzat en cinc segons al seu temps final per excés de velocitat al pitlane, però la seva posició no va ser afectada.

## Classificació després de la cursa
| Pos. | Pilot            | Punts | Canvis |
| ---- | ---------------- | ----- | ------ |
| 1    | Max Verstappen   | 119   | =      |
| 2    | Sergio Pérez     | 105   | =      |
| 3    | Fernando Alonso  | 75    | =      |
| 4    | Lewis Hamilton   | 56    | =      |
| 5    | Carlos Sainz Jr. | 44    | =      |

| Pos. | Constructor           | Punts | Canvis |
| ---- | --------------------- | ----- | ------ |
| 1    | Red Bull-RBPT         | 224   | =      |
| 2    | Aston Martin-Mercedes | 102   | =      |
| 3    | Mercedes              | 96    | =      |
| 4    | Ferrari               | 78    | =      |
| 5    | McLaren-Mercedes      | 14    | =      |